# Fusil Général Liu
Le fusil Général Liu (劉式步槍) est probablement le premier fusil semi-automatique chinois. Nommé d'après le nom de son inventeur et premier surintendant de l'arsenal de Hanyang, le général Liu Qing En (1869-1929), il n'a jamais reçu d'autre désignation. Le fusil utilise un système de « piège à gaz » de bouche similaire au fusil Bang (en), (les autres fusils utilisant ce système sont le Gewehr 41 et les premiers modèles de production de M1 Garand). La méthode de fonctionnement du fusil peut être commutée du gaz à l'action du verrou à traction droite en tournant dans le sens antihoraire le cylindre situé sur la bouche, pour revenir au rechargement par emprunt de gaz, le cylindre devait être tourné vers l'arrière (dans le sens des aiguilles d'une montre). L'arme dispose également d'un compartiment pour les outils de nettoyage.

## Histoire
Début 1914, le général Liu contacte l'entreprise américaine Pratt & Whitney Tool Company (en) de Hartford afin d'acheter des machines pour l'arsenal de Hanyang. Un contrat de 1 082 500 US$ est signé avec la société le 11 avril pour une livraison prévue dans 24 mois. Plus tard cette même année, en septembre, Liu, sa famille et sept subordonnés arrivent à Hartford dans le but de se familiariser avec les machines. Liu reste sur place au moins jusqu'en juin 1915. Le 8 septembre 1916, deux versions du fusil sont testées au terrain d'essai Nan Yuan à Pékin. La première version est fabriquée à Hanyang avec un ressort d'entraînement fait à la main, la seconde est fabriquée par Pratt & Whitney et a un ressort usiné. Le test conclut que les ressorts fabriqués à la main s'avèrent trop faibles pour faire correctement le cycle des tours, contrairement à ceux produits aux États-Unis. En 1918, deux fusils sont testés à la Springfield Armory par Julian Hatcher (en). En été 1919, lors d'une réunion du département de l'armée, Liu subit un accident vasculaire cérébral qui cause la paralysie d'un côté de son corps, soi-disant après avoir appris que le navire avec la machinerie à bord a coulé en route vers la Chine. Plus tard cette année-là, les machines sont récupérées et arrivent à Shanghai. Elles sont stockées dans un entrepôt jusqu'en 1921, date à laquelle elles sont détournées vers l'arsenal de Gongxian (en). Ironiquement, elles ne seront envoyées à Hanyang qu'en 1935. À leur arrivée, elles sont installées et initialement utilisées pour fabriquer le fusil Hanyang 88  mais sont ensuite modifiées pour produire le fusil Tchang Kaï-chek Type 24.